# Caryophyllia cintinculata
Espèce
Statut CITES
Caryophyllia cintinculata est une espèce de coraux appartenant à la famille des Caryophylliidae. Selon la base de données World Register of Marine Species, Caryophyllia cintinculata est synonyme de Thecocyathus cinticulatus Alcock, 1898.